# 1379 هـ
1379 هـ هي سنة في التقويم الهجري امتدت مقابلةً في التقويم الميلادي بين سنتي 1959 و1960.

## مواليد
- أسرار القبندي
- عائض القرني
- محمد رضا الحسيني الشيرازي
- نمر باقر نمر
- يوسف السند
- جمال منصور
- خليل بن إبراهيم سلامة البراهيم
- سلطان الهاجري
- شايع الشايع
- طه الدليمي
- عادل فقيه
- فخرية خميس
- ماجد القصبي
- موزا المسند
- ناصر كرماني
- نمر النمر

## وفيات
- عمر راسم
- جورج صوايا
- جرجي نقولا باز
- خليل مردم بك
- داؤد الجلبي
- كاظم آل نوح
- كامل كيلاني
- محمد أسعد طلس
- ناظم الطبقجلي
- بديع الزمان سعيد النورسي
- عبد الله بن سعد السديري
- 21 صفر - نافع داود - ضابط عسكري عراقي تم أعدامه من قبل عبد الكريم قاسم بعد حركة الشواف.
- 11 ربيع الأول - محمد القزلجي، عالِم وفقيه عراقي.
- 18 ربيع الأول - رفعت الحاج سري - ضابط عسكري عراقي تم أعدامه من قبل عبد الكريم قاسم بعد حركة الشواف.
- 2 جمادى الأولى - إبراهيم عبد الغني الدروبي - كاتب ومؤرخ وخطاط عراقي.
- 4 رمضان - فرج عمارة - عسكري وسياسي عراقي.